# Tadeusz Rydzyk
Tadeusz Rydzyk CSsR (ur. 3 maja 1945 w Olkuszu) – polski duchowny rzymskokatolicki, redemptorysta, doktor nauk teologicznych, nauczyciel akademicki.
Założyciel i dyrektor rozgłośni radiowej Radio Maryja oraz Telewizji Trwam, współzałożyciel i prezes zarządu Fundacji Lux Veritatis oraz założyciel i były rektor Wyższej Szkoły Kultury Społecznej i Medialnej w Toruniu, w której jest przewodniczącym Rady Naukowej i wykładowcą.

## Życiorys
Tadeusz Rydzyk jest synem Stanisławy Rydzyk z domu Piątek i jej nieformalnego partnera Bronisława Kordaszewskiego. Otrzymał nazwisko matki, wdowy po Franciszku Rydzyku, zamordowanym przez Niemców w 1941. Wczesne dzieciństwo spędził w rodzinnym Olkuszu. Uczył się w Wyższym Seminarium Duchownym Redemptorystów w Tuchowie, następnie studiował teologię biblijną na Akademii Teologii Katolickiej w Warszawie. W 1971 złożył wieczyste śluby zakonne oraz przyjął święcenia kapłańskie. Pracował jako katecheta w: Toruniu, Szczecinku i Krakowie. Zajmował się też duszpasterstwem akademickim. W 1986 wyjechał do Włoch, a następnie do Republiki Federalnej Niemiec.
Początkowo przebywał w Norymberdze. W latach 1987–1991 pracował jako kapelan w klasztorze żeńskim w Oberstaufen. Podczas pobytu w diecezji augsburskiej nawiązał współpracę z lokalną rozgłośnią radiową Radio Maria International w Balderschwang, w której zapoznał się z funkcjonowaniem mediów mających w swoim przesłaniu działalność religijną. Organizował także pielgrzymki do Medziugorie i wysyłki do Polski.
W 1991, po powrocie do Polski, zamieszkał w klasztorze redemptorystów w Toruniu. W tym samym roku założył rozgłośnię radiową Radio Maryja. Środki na postawienie pierwszego masztu nadawczego Radia Maryja przekazała mu Vassula Ryden. W ciągu kilkunastu lat swojej działalności medialnej zainicjował powstanie także środków masowego przekazu, takich jak gazeta codzienna „Nasz Dziennik” czy Telewizja Trwam. W 1998 powołał do życia Fundację Lux Veritatis, w której pełni funkcję prezesa Zarządu. 14 sierpnia 2001 założył niepaństwową wyższą szkołę zawodową – Wyższą Szkołę Kultury Społecznej i Medialnej w Toruniu
8 października 2009 obronił pracę doktorską na Wydziale Teologicznym Uniwersytetu Kardynała Stefana Wyszyńskiego w Warszawie. W 2012 ruszyła zainicjowana przez o. Tadeusza Rydzyka budowa Kościoła Maryi Gwiazdy Nowej Ewangelizacji i św. Jana Pawła II w Toruniu, poświęconego 18 maja 2016.

## Kontrowersje

### Sprawa zbiórek pieniężnych
Po upadłości Stoczni Gdańskiej o. Tadeusz Rydzyk ogłosił chęć ratowania zakładu. Akcja rozpoczęła się na początku 1997. Z inicjatywy słuchaczy powstał powołany przy Radiu Maryja przez osoby uczestniczące w audycji na temat sytuacji Stoczni Gdańskiej Społeczny Komitet Ratowania Stoczni Gdańskiej w celu zbiórki pieniędzy na uratowanie stoczni poprzez wykupienie jej. W skład Komitetu oprócz m.in. naukowców z Polskiego Stowarzyszenia Morsko-Gospodarczego im. Eugeniusza Kwiatkowskiego, weszły takie osobistości jak: biskup i były kapelan NSZZ „Solidarność” doktor Edward Frankowski, nestor polskiego okrętownictwa, były rektor Politechniki Gdańskiej, profesor Jerzy Doerffer, rektor KUL Mieczysław Albert Krąpiec, profesor Piotr Jaroszyński, doktor Józef Krok, dyrektor sekcji polskiej i profesor literatury polskiej Uniwersytetu paryskiej Sorbony Jacek Trznadel, profesor i senator Adam Biela czy senator Jadwiga Stokarska. Zbiórka trwała dwa lata, do chwili gdy okazało się, że „wykupienie Stoczni nie jest już możliwe”. Po przejęciu Stoczni Gdańskiej przez Stocznię Gdynia na antenie Radia Maryja ogłaszano komunikat informujący, że zebrane pieniądze na ratowanie stoczni od darczyńców będą w zależności od ich woli: albo zwrócone, albo przekazane na inny wskazany przez nich cel dobroczynny.
Zbiórka była prowadzona bez zezwolenia, a pieniądze i świadectwa udziałowe NFI nie wpłynęły do Stoczni i nie zostały nigdy publicznie rozliczone. W doniesieniu do prokuratury podano, że kwota zbiórki wyniosła 160 milionów dolarów.
W sprawie zbiórki pieniędzy przez osoby związane z Radiem Maryja polska prokuratura dwa razy rozpatrywała zgłoszone zawiadomienia o popełnieniu przestępstwa i dwukrotnie odmówiła podjęcia kroków wszczynających postępowanie, ponieważ kwestowanie nie było przestępstwem i jako wykroczenie przedawniło się po roku.
W lutym 2011 za organizowanie nielegalnych zbiórek pieniężnych został ukarany grzywną.

### Sprawa antysemityzmu

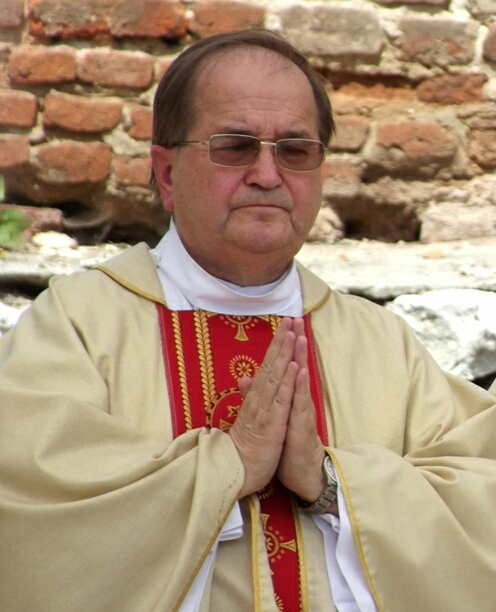
Ojciec Tadeusz Rydzyk (2013)

10 lipca 2007 Centrum im. Szymona Wiesenthala zwróciło się do papieża Benedykta XVI o odwołanie Tadeusza Rydzyka z pełnionych funkcji z, jak podało, powodów jego „antysemickich wypowiedzi”. 31 lipca 2007 Ambasador Izraela w Warszawie Dawid Peleg wezwał Polskę i polski Kościół do potępienia wypowiedzi ojca Tadeusza Rydzyka, które ocenił jako najbardziej antysemickie uwagi od 1968. O. Tadeusz Rydzyk był inicjatorem powstania Kaplicy Pamięci, tworzonej od 2013 i ustanowionej w toruńskim Kościele Maryi Gwiazdy Nowej Ewangelizacji i św. Jana Pawła II w Toruniu ku czci Polaków ratujących Żydów podczas II wojny światowej. Duchowny nawiązał kontakt z przedstawicielami Izraela w Polsce, uczestnicząc w 2016 w spotkaniu w ambasadzie Izraela w RP, w tym z ambasador Anną Azari.

### Sprawa mowy nienawiści
1 grudnia 1997 prymas Polski Józef Glemp w liście wystosowanym do prowincjała redemptorystów, o. Edwarda Nocunia, i przekazanym Katolickiej Agencji Informacyjnej wyraził się krytycznie o upolitycznieniu rozgłośni kierowanej przez ks. Rydzyka. Napisał m.in. Powołany przeze mnie nieformalny zespół trzech biskupów do rozmów z kierownictwem Radia Maryja, mimo podjętego dialogu, nie przynosi rezultatów. Byłoby niedobrze, gdyby z przesłanek ewangelicznych pleciono bicz dla chłostania przeciwników. Dodał też, że ojciec Rydzyk, mimo popularności i poparcia wielkich rzesz, nie może żądać dla siebie przywilejów i stać ponad prawem.
W czerwcu 2011 podczas spotkania z posłami w Parlamencie Europejskim Tadeusz Rydzyk określił postępowanie polskich władz ws. jego działalności gospodarczej jako totalitaryzm oraz stwierdził, że tragedią Polski jest to, że od 1939 roku Polską nie rządzą Polacy. Nie chodzi tu o krew ani przynależność. Oni nie kochają po polsku, nie mają serca polskiego. Przeciwko tej wypowiedzi zaprotestowało polskie Ministerstwo Spraw Zagranicznych, które wystosowało notę dyplomatyczną, składając ją na ręce przedstawiciela Stolicy Apostolskiej, której podlegają katolickie zakony, w tym redemptoryści. Reprezentujący Watykan ks. Federico Lombardi odpowiedział polskiemu MSZ, że jakiekolwiek oświadczenie ks. Tadeusza Rydzyka nie angażuje Stolicy Apostolskiej ani polskiego Kościoła.
Jest radykalnym eurosceptykiem; nazwał Unię Europejską „nowym Związkiem Radzieckim”.

### Sprawa darowizny dwóch samochodów marki Volkswagen od bezdomnego
27 sierpnia 2016 ojciec Tadeusz Rydzyk podczas rozmowy w programie „W naszej rodzinie” w TV Trwam rzucił dygresję o samochodzie, którym przywiózł zaproszonego do studia w charakterze gościa uczestnika warsztatów medialnych dla młodzieży zorganizowanych przez Wyższą Szkołę Kultury Społecznej i Medialnej w Toruniu: Jechaliśmy jakimś tam nowym samochodem. Akurat ten samochód to dostaliśmy, nie wiecie o tym, od bezdomnego. Tak. Dwa samochody dostaliśmy. Przyjechał bezdomny i dał nam dwa samochody. Pan Stanisław z Warszawy, niestety zmarł. Bardzo ciekawa postać. Po AWF-ie. Nie chciałbym o tym mówić, wygrał w totka milion trzysta pięćdziesiąt tysięcy. Codziennie mówił różaniec. Sierota, wychowany przez ciocię, tak go wychowała, codziennie różaniec był z Radia Maryja. Często, jak jadę tym samochodem, to odmawiam „Wieczne odpoczywanie” za niego. Dwa samochody. Drugi taki czerwony. Takie małe volkswageny. Wypowiedź ta zyskała szeroki rozgłos medialny w styczniu 2018, po publikacji w internecie audycji z udziałem duchownego z 2016. Historia opowiedziana przez Rydzyka wydawała się tak niewiarygodna, że wiele osób uznało, że wymyślił ją w celu uniknięcia płacenia podatków. Wiosną 2018 ówczesny poseł Nowoczesnej Adam Szłapka złożył w tej sprawie zawiadomienie do Prokuratury Okręgowej w Warszawie o „podejrzeniu popełniania czynu noszącego znamiona korupcji”. Po ponad pięciu miesiącach czynności sprawdzających prokuratura odmówiła wszczęcia śledztwa w tej sprawie uznając, że nie doszło do popełnienia czynu zabronionego. Prokuratura ustaliła, że bezdomny mężczyzna imieniem Stanisław rzeczywiście w 2003 ofiarował redemptorystom dwa samochody marki Volkswagen Golf, które ufundował za pieniądze wygrane w grze liczbowej Lotto (kwota wygranej wynosiła 1,15 mln zł), ale nie zostały one przekazane na rzecz Fundacji Lux Veritatis, której prezesem jest ojciec Tadeusz Rydzyk, lecz na rzecz Prowincji Warszawskiej Zgromadzenia Najświętszego Odkupiciela, czyli tzw. kościelnej osoby prawnej. Darowizny na rzecz kościelnych osób prawnych na cele kultowo-apostolskie są zwolnione od podatku, a podmioty te w określonych przypadkach nie mają również obowiązku prowadzenia dokumentacji wymaganej przez przepisy o zobowiązaniach podatkowych.

### Sprawa wypowiedzi na temat pedofilii w Kościele rzymskokatolickim
Tadeusz Rydzyk dwukrotnie stawał w obronie bpa Edwarda Janiaka, oskarżonego o tuszowanie przypadków wykorzystywania seksualnego osób małoletnich wśród podległych mu księży. W swoich wypowiedziach stawiał biskupa w roli ofiary nagonki medialnej, a zarzuty kierowane wobec niego skomentował słowami: „To że ksiądz zgrzeszył? No zgrzeszył. A kto nie ma pokus?”. Wypowiedź ta padła 5 grudnia 2020 podczas mszy z okazji 29. urodzin Radia Maryja i wzbudziła duże kontrowersje. Została ona skrytykowana m.in. przez przewodniczącego tzw. państwowej komisji do spraw pedofilii Błażeja Kmieciaka, część polityków opozycji i PiS, a także przedstawicieli Kościoła. Abp Wojciech Polak zwrócił się do prowincjała redemptorystów w Polsce o. Janusza Soka z prośbą o zdecydowaną reakcję w sprawie wypowiedzi. Abp Grzegorz Ryś przeprosił za słowa zakonnika. Prowincja Warszawska Redemptorystów wydała oświadczenie, w którym stwierdzono, że wypowiedź o. Rydzyka „była komentarzem do obecnej sytuacji medialnej”. Sam Tadeusz Rydzyk we własnym oświadczeniu potwierdził, że jego wypowiedź odnosiła się do atmosfery medialnej, jaka powstała wokół bpa Janiaka oraz przeprosił za swoje słowa.
Kolejnej kontrowersje wywołała wypowiedź o. Rydzyka z 3 grudnia 2022, nawiązująca do sprawy emerytowanego bp. Stanisława Napierały, któremu Watykan zalecił, aby nie brał on udziału w wydarzeniach publicznych. Tadeusz Rydzyk powiedział Na pewno ogląda nas ksiądz biskup Stanisław Napierała, ale, no, ma zakaz. Zakaz za niezamierzone zaniedbanie. Tak, no. Zostawiam to i błogosławię. Tak powstają święci. To jest pchanie na ołtarze, tak. Dla mnie to są współcześni męczennicy".
Porównanie owego biskupa do męczenników Kościoła wywołało powszechną krytykę. Przeprosiła za to polska prowincja redemptorystów, pisząc w specjalnym oświadczeniu Popieramy całość działań Stolicy Apostolskiej oraz Kościoła w Polsce w stanowczym ściganiu grzechów oraz przestępstw wykorzystania seksualnego małoletnich i bezbronnych. Osoby pokrzywdzone zapewniamy o naszym wsparciu i trosce. Wypowiedź o. Tadeusza Rydzyka z dnia 3 grudnia 2022 była osobistym komentarzem do sytuacji ks. bpa Stanisława Napierały. Przepraszamy, że przysporzyło to cierpienia pokrzywdzonym i wzbudziło wątpliwość, co do jednoznacznej postawy Kościoła wobec dramatu wykorzystywania seksualnego osób małoletnich i bezbronnych.

### Dotacje od instytucji publicznych

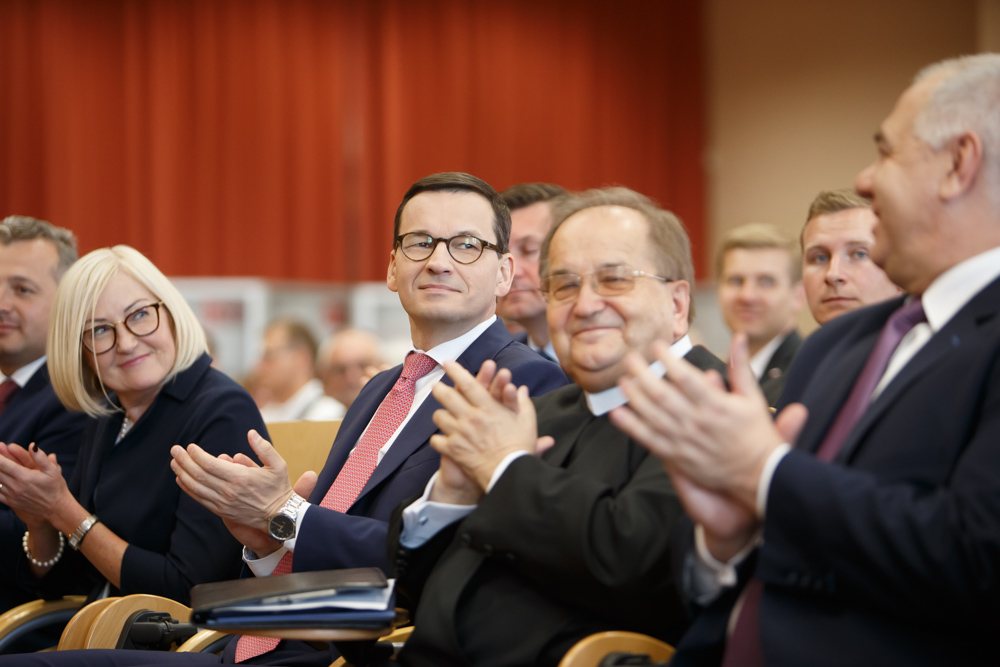
Joanna Kopcińska, Mateusz Morawiecki, ojciec Tadeusz Rydzyk i Jacek Sasin podczas konferencji Gospodarcza suwerenność w 2018 r.

Według wyliczeń opublikowanych w odpowiedzi na interpelacje poselskie Michała Jarosa i Hanny Gill-Piątek, w okresie od zwycięstwa wyborczego partii Prawo i Sprawiedliwość jesienią 2015 do końca 2020 Tadeusz Rydzyk oraz podmioty z nim związane otrzymały od instytucji publicznych ponad 210 milionów złotych; najwięcej od Ministerstwa Kultury i Dziedzictwa Narodowego (ok. 120 mln zł na budowę Muzeum Pamięć i Tożsamość im. św. Jana Pawła II w Toruniu).

### Współpraca z SB
Tomasz Piątek w książce „Rydzyk i przyjaciele. Kręte ścieżki” zarzucił Rydzykowi współpracę z SB w latach 80. Teczki Rydzyka zaginęły w tajemniczych okolicznościach. Piątek krytykuje Rydzyka również za to, że działalność jego radia ma charakter prorosyjski, antyzachodni, jest przeciwne członkostwu Polski w Unii Europejskiej oraz NATO. Według Piątka jest to dalszy ciąg agenturalnej działalności ojca Rydzyka.

## Publikacje
- 1989: Echo Medjugorje (red. Tadeusz Rydzyk)
- 2003: Oblicza iluzji: teoria, krytyka, interpretacje: materiały z sympozjum w Wyższej Szkole Kultury Społecznej i Medialnej w Toruniu, 24 stycznia 2003 (red. Tadeusz Rydzyk) ISBN 83-89124-03-3.
- 2006: Kościół niesie Ewangelię nadziei: kazanie wygłoszone podczas uroczystości odpustowej w sanktuarium Matki Bożej w Tuchowie dnia 5 VII 2006 r. ISBN 83-7257-233-X.
- 2010: O ład w kulturze, w mediach, w polityce (red. Tadeusz Rydzyk) ISBN 978-83-89124-37-1.
- 2011: W służbie Bogu i Ojczyźnie: apostolski wymiar Radia Maryja ISBN 978-83-7257-514-2.
- 2011: Życie jest ciekawe: z Ojcem Tadeuszem Rydzykiem CSsR rozmowy niedokończone ISBN 978-83-61146-52-0[62]

## Odwołania w kulturze
Do postaci Tadeusza Rydzyka odwołuje się Dorota Masłowska w piosence „Córka” z płyty „Społeczeństwo jest niemiłe” z 2014.

## Nagrody i odznaczenia
- W czasie XIX Międzynarodowego Festiwalu Filmów Katolickich Niepokalanów 2004 po raz pierwszy wręczono nagrody im. Jana Kulentego Multimedia w służbie Ewangelii, które otrzymali o. Tadeusz Rydzyk i Mel Gibson[64].
- 15 września 2007 otrzymał na Jasnej Górze Nagrodę Mater Verbi tygodnika katolickiego „Niedziela”[65], przyznawaną osobom zasłużonym dla tygodnika i przyjaciołom „Niedzieli” z Polski i z zagranicy.
- 28 czerwca 2009 otrzymał Medal św. Stanisława w dowód uznania za dzieła, których powstanie zainspirował. Jest to odznaczenie diecezjalne diecezji świdnickiej nadawane przez biskupa Ignacego Deca[66]. 26 października tegoż roku „Stowarzyszenie Pamięci Księdza Jerzego” przyznało mu medal „Zło dobrem zwyciężaj” za działalność na rzecz Kościoła, Ojczyzny i propagowanie nauczania księdza Jerzego Popiełuszki[67].
- W 2010 został laureatem Nagrody im. Sługi Bożego Jerzego Ciesielskiego – ojca rodziny. Został w ten sposób uhonorowany przez Tygodnik Rodzin Katolickich „Źródło” i Fundację „Źródło”. Sam o. Tadeusz Rydzyk stwierdził, że: jest to nagroda dla Rodziny Radia Maryja, dla wszystkich, którzy ją tworzą[68]. We wrześniu tego roku otrzymał czołowe wyróżnienie tygodnika Niedziela, nagrodę „Sursum Corda”[69].
- W liście z dnia 3 grudnia 2011, w związku z obchodami 20. rocznicy istnienia Radia Maryja, papież Benedykt XVI wyraził uznanie dla działalności ewangelizacyjnej ojca Tadeusza Rydzyka i udzielił mu swego błogosławieństwa[70]. Reporterzy „Gazety Wyborczej”, Piotr Głuchowski i Jacek Hołub, przygotowali nieautoryzowaną biografię Tadeusza Rydzyka pt. Imperator (wyd. 2013), zdementowali też doniesienia o luksusowym stylu życia zakonnika.
- W lipcu 2012 został włączony do konfraterni zakonu Paulinów[71][72]. Był nominowany do Nagrody Kisiela edycji 2012[73].
- W 2012 otrzymał Krzyż „Golgota Wschodu”[74]. W grudniu 2013 Stowarzyszenie Osób Represjonowanych w Stanie Wojennym odznaczyło go Krzyżem „Tibi Mater Polonia”[75].
- W 2025 roku został uhonorowany „za inspirujące i twórcze wykorzystanie mediów w służbie Bogu i Ojczyźnie” przez Stowarzyszenie Dziennikarzy Polskich. Zarząd główny stowarzyszenia przyznał o. Rydzykowi Laur SDP 2025 w 31. edycji konkursu Nagrody Stowarzyszenia Dziennikarzy Polskich[76].